# Hans Beyer
Hans Anton Beyer (Bergen, 1889. augusztus 23. – Mo i Rana, 1965. május 15.) olimpiai bajnok norvég tornász.
Az 1912. évi nyári olimpiai játékokon indult tornában és csapat összetettben szabadon választott szerekkel olimpiai bajnok lett.